# Мотеґі

36°31′56″ пн. ш. 140°11′15″ сх. д. / 36.53222° пн. ш. 140.18750° сх. д.
Моте́ґі (яп. 茂木町, もてぎまち, МФА: [motegʲi mat͡ɕi̥]) — містечко в Японії, в повіті Хаґа префектури Тотіґі. Станом на 1 жовтня 2008 площа містечка становила 172,71 км². Станом на 1 січня 2009 населення містечка становило 15 409 осіб.
Поблизу Мотеґі розташований автомототрек «Твін Рінг Мотегі», на якому відбуваються змагання найвищого рівня. Зокрема, тут щороку проходить Гран-Прі Японії — етап чемпіонату світу з шосейно-кільцевих мотогонок MotoGP.